# Ганс ван Брекелен
Ганс ван Брекелен (нід. Johannes Franciscus "Hans" van Breukelen, нар. 4 жовтня 1956, Утрехт) — нідерландський футболіст, воротар.
Насамперед відомий виступами за клуби «Утрехт» та ПСВ, а також національну збірну Нідерландів.
П'ятиразовий чемпіон Нідерландів. Триразовий володар Кубка Нідерландів. Володар Кубка чемпіонів УЄФА. У складі збірної — чемпіон Європи.

## Клубна кар'єра
У дорослому футболі дебютував 1976 року виступами за команду клубу «Утрехт», в якій провів шість сезонів, взявши участь у 142 матчах чемпіонату. Більшість часу, проведеного у складі «Утрехта», був основним голкіпером команди.
Протягом 1982—1984 років захищав кольори команди клубу «Ноттінгем Форест».
У 1984 році перейшов до клубу ПСВ, за який відіграв 10 сезонів. Граючи у складі ПСВ також здебільшого виходив на поле в основному складі команди. Завершив професійну кар'єру футболіста виступами за команду «ПСВ Ейндговен» у 1994 році.

## Виступи за збірну
У 1980 році дебютував в офіційних матчах у складі національної збірної Нідерландів. Протягом кар'єри у національній команді, яка тривала 13 років, провів у формі головної команди країни 73 матчі, пропустивши 56 голів.
У складі збірної був учасником чемпіонату Європи 1980 року в Італії, чемпіонату Європи 1988 року у ФРН, здобувши того року титул континентального чемпіона, чемпіонату світу 1990 року в Італії, чемпіонату Європи 1992 року у Швеції.

## Титули і досягнення

### Командні
- Чемпіон Європи (1):

1988
- Володар Кубка чемпіонів УЄФА (1):

«ПСВ»:  1988
- Чемпіон Нідерландів (6):

«ПСВ»:  1986, 1987, 1988, 1989, 1991, 1992
- Володар Кубка Нідерландів (3):

«ПСВ»:  1988, 1989, 1990
- Володар Суперкубка Нідерландів (1):

«ПСВ»:  1992

### Особисті
- Футболіст року в Нідерландах: 1987, 1988, 1991, 1992